# Ihar Šytaŭ
Ihar Sjarheevič Šytaŭ (in bielorusso Ігар Сяргеевіч Шытаў?, traslitterazione anglosassone: Ihar Sjarheyevich Shytaw; in russo Игорь Сергеевич Шитов?, Igor' Sergeevič Šitov, traslitterazione anglosassone: Igor Sergeyevich Shitov; Polack, 24 ottobre 1986) è un ex calciatore bielorusso, di ruolo difensore.

## Carriera

### Club
Durante la sua carriera ha giocato con varie squadre di club, tra cui il BATĖ Borisov, in cui si è trasferito nel 2009.
Il 6 settembre 2012, nelle ultime ore di calciomercato, la Dinamo Mosca lo cede in prestito al Mordovija.

### Nazionale
Ha partecipato agli Europei Under-21 del 2009.
Con la nazionale bielorussa conta 66 presenze e una rete.

## Palmarès

### Club

#### Competizioni nazionali
- Campionato bielorusso: 2

BATĖ Borisov: 2009, 2010
- Coppa di Bielorussia: 1

BATĖ Borisov: 2009-2010
- Supercoppa di Bielorussia: 2

BATĖ Borisov: 2010, 2011
- Campionato kazako: 2

Astana: 2016, 2017
- Coppa del Kazakistan: 1

Astana: 2016
- Supercoppa del Kazakistan: 1

Astana: 2018